# مرکز حقوق بشر
مرکز حقوق بشر (انگلیسی: Centre for Human Rights) در دانشکده حقوق پرتوریا، آفریقای جنوبی، سازمانی است برای ترویج حقوق بشر در قاره آفریقا. این مرکز، که در سال ۱۹۸۶ تأسیس شد، حقوق بشر را از طریق آموزش و اطلاع‌رسانی از طریق کنفرانس‌های چند ملیتی، سمینارها و نشریاتی مانند قوانین حقوق بشر در آفریقا، مجله حقوق بشر آفریقا، گزارش قوانین حقوق بشر آفریقا و قانون اساسی آفریقای جنوبی، ترویج می‌کند. مرکز حقوق بشر، که در دوران آپارتاید تأسیس شد، در تطبیق منشور حقوق شهروندی آفریقای جنوبی و کمک به ایجاد قانون اساسی آفریقای جنوبی کمک کرد. در سال ۲۰۰۶، مرکز حقوق بشر، جایزه آموزش حقوق بشر یونسکو را دریافت کرد.

## تأسیس
مرکز حقوق بشر در سال ۱۹۸۶ توسط گروهی از معلمان و رهبران محلی تأسیس شد که می‌خواستند از آموزش و آگاهی رسانی به عنوان ابزاری برای مقابله با نقض حقوق بشر استفاده کنند. در این زمان، سیستم آپارتاید در اوج خود بود و این یکی از راه‌هایی بود که مردم می‌توانستند از نظر فکری علیه اینکه شرایط بدتر شود، «مبارزه» کنند. نگرانی اصلی آنها، آموزش نقض حقوق بشر در رابطه با زنان، افراد مبتلا به اچ آی وی، بومیان، اقلیت‌های جنسی و دیگر افراد به حاشیه رانده شده، بود. هدف آنها نزدیکی بیشتر به حقوق بشر از طریق آموزش و آگاهی رسانی در آفریقای جنوبی و بعداً گسترش آن به کل آفریقا بود.

## اعضاء
اعضای این سازمان لزوماً انتخاب نمی‌شوند، بلکه افرادی هستند که یکی از دوره‌های کارشناسی، کارشناسی ارشد یا دکترا را گذرانده‌اند.
افرادی که در جامعه برای اهداف مشترک کار می‌کنند در این مرکز پذیرفته می‌شوند و به نظر می‌رسد دلیلی برای عدم پذیرفتن افراد جدید نیست، مگر اینکه آنها علیه حمایت از حقوق بشر باشند یا سابقه انجام این کار را داشته باشند. اعضا دارای پیشینه چشمگیری هستند؛ بسیاری از آنها در جنبش‌های رهایی‌بخش خارج از آفریقای جنوبی شرکت کرده‌اند، بخشی از پیش نویسان قانون اساسی بوده و رهبران بین‌المللی شده‌اند.